# Затор (город)
За́тор (пол. Zator, старопольск. Zatór, вилямовск. Naojśtaod) — город на юге Польши, в Малопольском воеводстве, Освенцимском повете, административный центр городско-сельской гмины Затор.
По данным на 31 декабря 2010 года в городе проживало 3718 жителей. По данным на 30 июня 2016 года — 3702 жителя.

## Расположение
Город находится на берегу реки Скава, в Освенцимской котловине. Получил известность как место рыбоводства — наиболее королевского карпа — и ежегодного фестиваля «Заторские дни карпа». Неофициальная столица Долины карпа.
Согласно данным от 1 января 2011 года, площадь города составляла 11,52 км².
В 1975—1998 годах город относился к Бельскому воеводству.

## Название
Название местности Zator относится к славянскому культурному слою и происходит от выражения «затор» (блокирование чего-либо, или чаще — сужение дороги или резкий поворот реки). Населённый пункт появился в месте, где течение реки из-за возвышенностей было затруднено и река была вынуждена искать обходные пути для преодоления преграды. Такой естественный «затор» имеется на север от города, южнее деревни Пальчёвице, где Скава резко сворачивает на запад. Кроме естественных преград на реке, хватает также и созданных человеческими руками запруд и прудов, так как местность издревле славилась рыбоводством, конкретнее выращиванием карпов.
Перепись имущества от 1564 года насчитала в Заторе 9 прудов, в том числе 6 прудов на лугу (то есть запруды на Скаве): Нижний, Бонар, Домбровный, Ольшовый, Тшцяный, Подвесьный (дополнительно — 5 садков, где подрастал молодняк рыб и 5 нерестилищ) и 3 «верхних» пруда (то есть запруды на реке Вепжувка): Боровый, Шидловецкий и Новый Став.
Первый раз Затор упоминается в 1228 году в документе, изданном, по-видимому, князем Казимиром I Опольским, как дар комесу Клеменсу из рода Сьвебоджицев: Contuli etiam prefate comiti Zator villam cum hominibus super Scauam et omni iure eorum (есть подозрения, что документ сфальсифицирован). Каштелян Клеменс основал монастырь Бенедиктинок в Станьёнтках, за что его наградили Затором, что было подтверждено Конрадом I Мазовецким в 1242 году, упоминая Zator cum castoribus (с регалией бобровной, то есть правом охоты на бобра). В 1243 году упоминается название в виде Zathor. Князь Болеслав V Стыдливый в документе, выданном в Сандомире 23 февраля 1254 года, несколько раз упомянул Затор (Zator).
28 мая 1260 года в документе на латыни Владислава Опольского, написанном в Рацибуже, местность упоминается как Zathar.
Название местности в латинизированной старопольской форме Zathor употребил в 1470—1480 годах Ян Длугош в книге Liber beneficiorum dioecesis Cracoviensis. Себастьян Фабиан Клёнович писал в 1595 году в стихотворном виде описание своей поездки:

gdy coraz dawny zamula a torem mknie Wisła nowym, zowią to zatorem.— Себастьян Фабиан Клёнович, Flis, to jest spuszczanie statków Wisłą i inszymi rzekami do niej przypadającymi
В истории зафиксирован также старопольский вариант названия Zatór, который в 1867 году употребил Ян Непомуцен Гонтковский в книге «Rys dziejów księstwa oświęcimskiego i zatorskiego».

## История

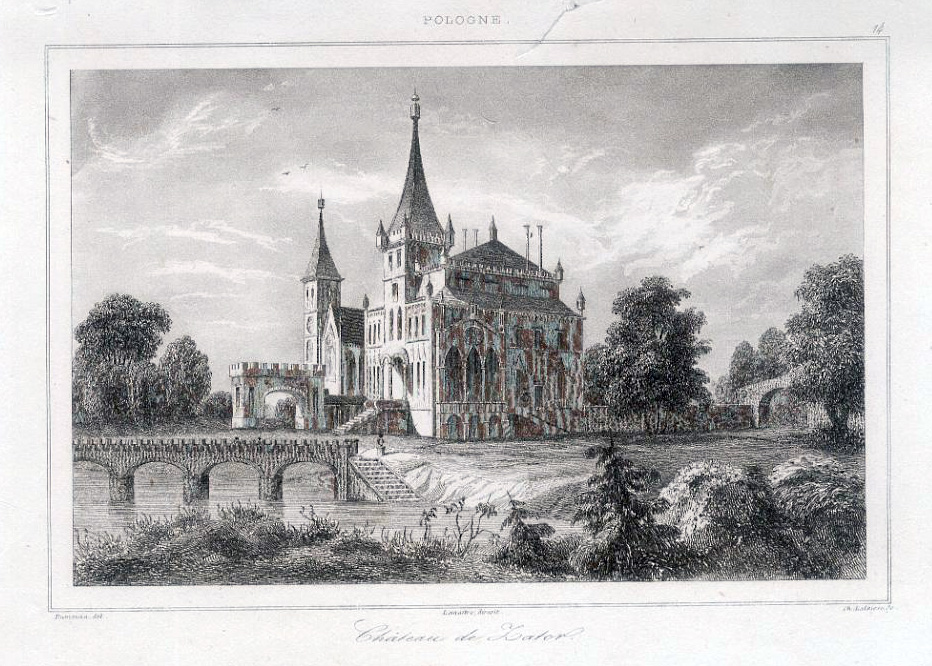
Гравюра «Chateau de Zator»/«Замок в Заторе» работы С. Форстера, «Pologne», Париж 1840

Примерно в 1179 году был построен в месте, где сейчас располагается Затор, пограничный пост, который должен был охранять торговый путь, ведущий из Кракова в Силезию. 1228 годом датируются первые упоминания о селе Затор. В 1292 году населённый пункт получил городские права от цешинского князя Мешко. Запор также получил складочное право в 1292 году. В 1313—1317 появилось Освенцимское княжество, которое в 1327 году стало чешским ленным владением на следующее столетие.

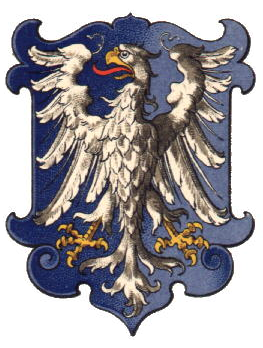
Герб Заторского княжества

1445—1468: Вацлав I Заторский (ок. 1414—1465), старший сын князя Казимира I Освенцимского

1468—1490: Казимир II Заторский (ок. 1450—1490), старший сын Вацлава I Заторского

1468—1484/1487: Вацлав II Заторский (ок. 1450—1484/1487), второй сын Вацлава I Заторского

1468—1494: Ян V Заторский (ок. 1455—1513), третий сын Вацлава I Заторского

1468—1493: Владислав Заторский (ок. 1455—1493), младший сын Вацлава I Заторского
Исторически местность относится к землям Освенцимского княжества. В 1445 году Освенцимское княжество было разделено между тремя братьями: Вацлавом, Пшемыславом и Яном. Старший из трёх братьев, Вацлав, получил во владение Затор и стал основателем Заторского княжества. Пшемыслав стал править в Тошеке, а младший, Ян, остался княжить в Освенциме. В 1456 году Вацлав I Заторский принёс вассальную присягу на верность королю Польши Казимиру IV Ягеллончику.
В 1468 году после смерти Вацлава Заторское княжество получили в совместное владение его сыновья: Казимир II, Вацлав II, Ян V и Владислав. В 1474 году Казимир вместе с младшими братьями разделил Заторский удел на две части. Казимиру и Вацлаву стало принадлежать одна половина Заторского княжества, а Яну V и Владиславу — вторая половина княжества. В 1484/1487 году после смерти своего бездетного брата Вацлава Казимир стал единоличным правителем в одной части княжества.
В 1482 году князья-соправители Ян V Заторский и Владислав Заторский разделили между собой принадлежавшую им половину Заторского княжества. После смерти трёх своих братьев Казимира (1490) и Владислава (1493) Ян V объединил под своей властью всё Заторское княжество.
В 1494 году князь Ян Заторский продал Заторское княжество за 80 000 флоринов новому королю Польши Яну I Ольбрахту Ягеллону (1492—1501). Сам Ян Заторский сохранил за собой княжеский титул и земельные владения. В 1501 и 1506 годах он дважды приносил оммаж польской короне.
В 1513 году после смерти Яна Заторского его княжество было присоединено к Польскому королевству..

Герб Освенцимского и Заторского княжеств в составе Королевства Галиции и Лодомерии (1772 год)

В 1513 году город включён в состав Польской Короны. В 1564 году, вместе со всеми землями бывших Освенцимского и Заторского княжеств находился в границах Короны, решением Общего Сейма, и был включён в состав Краковского воеводства в Сьлёнский повет, как центр не-городского староства. Несмотря на то, что Затор, вместе с окружающими территориями, административно подчинялся краковскому воеводе, но при этом сохранил название княжества и некоторую независимость. Являлся центр не-городского староства, местом шляхетских сеймиков, центром хозяйственной и политической жизни окружающих земель. После Люблинской унии в 1569 году княжество Освенцима и Затора стало частью Республики Обоих Народов, в составе которой оставалось до I раздела Речи Посполитой в 1772 году. Во время шведского потопа (1655—1660) город был частично разрушен и его хозяйственное значение снизилось. В XVI и XVII веках являлся центром реформации. В XV и XVI веках в Заторе был свой земский представительский суд. После инкорпорации было введено польское законодательство, на основании которого в городе должен был быть создан новый земский суд, которого ждали почти сто лет, до середины XVIII века. В 1765 году, после столетнего перерыва, суд возобновил свою деятельность, но был закрыт уже в 1784 году австрийскими завоевателями.
После разделов Польши город стал частью австрийской зоны и находился в границах Австрии, входя в состав Королевства Галиции и Лодомерии. В 1772—1918 годах австрийские императоры в своём титуле именовались также и заторскими князьями (Herzog von Zator). С XIX века в посёлке развивается мелкая промышленность. В 1815—1866 годах — на основе решений Венского конгресса Затор был включён в состав Германского союза. В 1896—1934 годах не имел городских прав.
После восстановления независимой Польши и проведения в ней нового административно-территориального деления, 23 декабря 1920 года Затор, в качестве центра одноимённой гмины, вошёл в состав Освенцимского повета, в составе Краковского воеводства.
1 апреля 1932 года, согласно решению государственной администрации, Освенцимский повет был ликвидирован. Гмины, относящиеся к окружному городскому суду в Заторе, были присоединены к Вадовицкому повету.

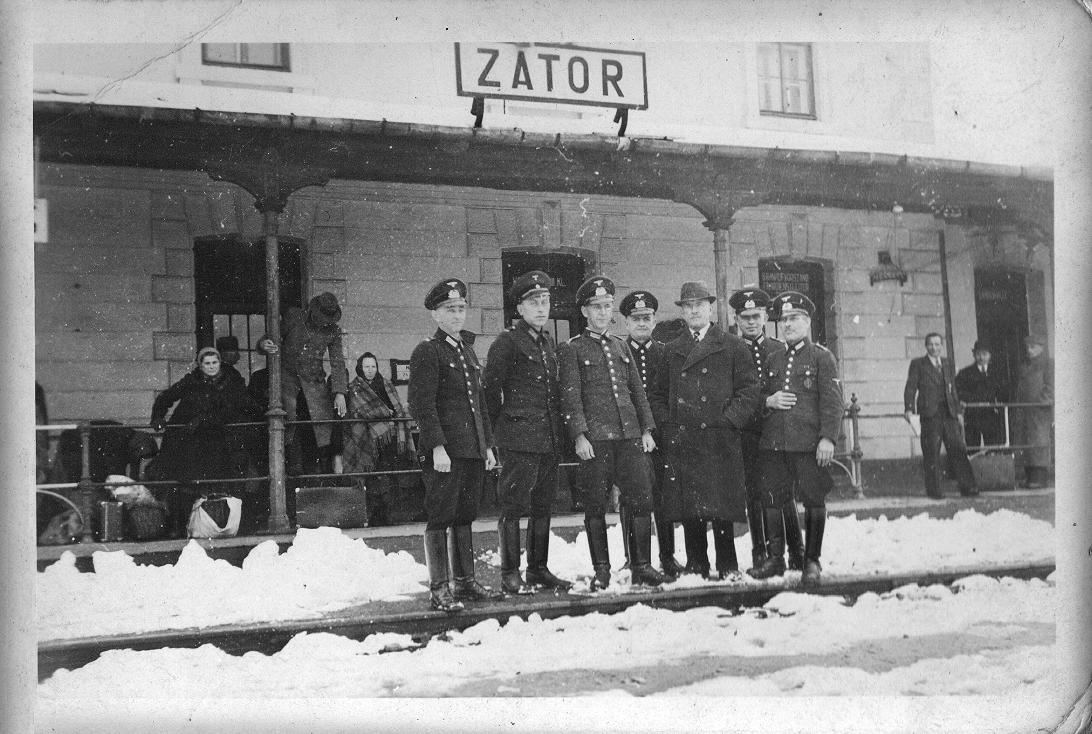
Немецкие офицеры на станции Затор.
Фото, найденное на теле убитого немецкого офицера в январе 1945.

Во время II мировой войны включён в состав территории III рейха. Освобождён 26 января 1945 года войсками 246-й стрелковой Шумской дивизии (командир — полковник Дмитрий Леонидович Казаринов), 60-й армии (командующий — генерал-полковник Павел Алексеевич Курочкин), 1-го Украинского фронта (командующий — Маршал Советского Союза Иван Степанович Конев), в ходе Сандомирско-Силезской операции.

КОМАНДУЮЩЕМУ ВОЙСКАМИ I УКРАИНСКОГО ФРОНТА
БОЕВОЕ ДОНЕСЕНИЕ № 00105 ШТАРМ 60 26.01.45 21.30 КАРТА 100 000.
Войска Армии в течение 26.01.45 г, продолжая наступление, правым крылом форсировали р. ПШЕМША и овладели населёнными пунктами на её западном берегу КЛЕНХЕЛЬМ, КОПЦЕВИЦ, являющимися опорными пунктами противника. В центре фронта и на левом фланге продвинулись в глубину от 4 до 6 км заняв при этом 20 населённых пунктов и ж.д. станции: ЗАТОР, ДВОРЫ, ПШЕЦИШУВ, СПЫТКОВИЦЕ.
…
246 сд с боем овладела ж.д. станцией ЗАТОР и пунктами ЗАТОР, ПЕТРОВИЦЕ — к 18.00 вела бой на рубеже: ПЕТРОВИЦЕ, ГРАНИЦЕ — ГЛЕМБОВСКЕ.
КОМАНДУЮЩИЙ 60 АРМИЕЙ ГЕНЕРАЛ-ПОЛКОВНИК /КУРОЧКИН/— БОЕВОЕ ДОНЕСЕНИЕ № 00105 ШТАРМ 60 26.01.45 21.30
.
1 января 1951 года Освенцимский повет был воссоздан заново. В его состав из Вадовицкого повета были включены город Затор, вместе с гминой.
1 июня 1975 года деление на поветы было отменено. Гмины, которые входили в состав Освенцимского повета, были включены во вновь созданное Бельское воеводство.
1 января 1999 года была восстановлена трёхстепенная система административно-территориального деления страны. Вновь создан Освенцимский повет в Малопольском воеводстве, в состав которого вошла и гмина Затор.

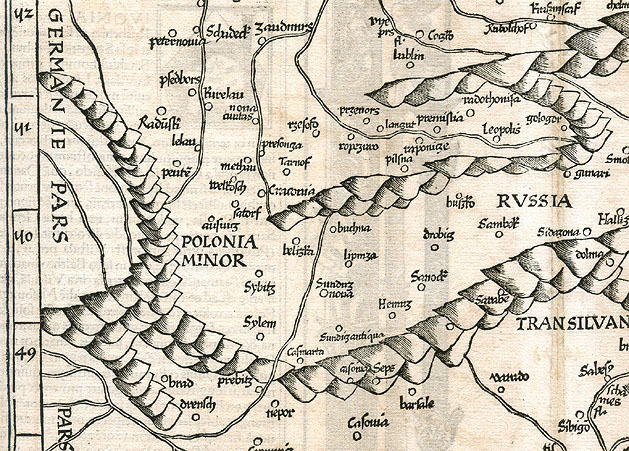
Мартин Вальдземюллер, фрагмент карты Малой Польши с обозначением Затора (Sator), 1507 г.
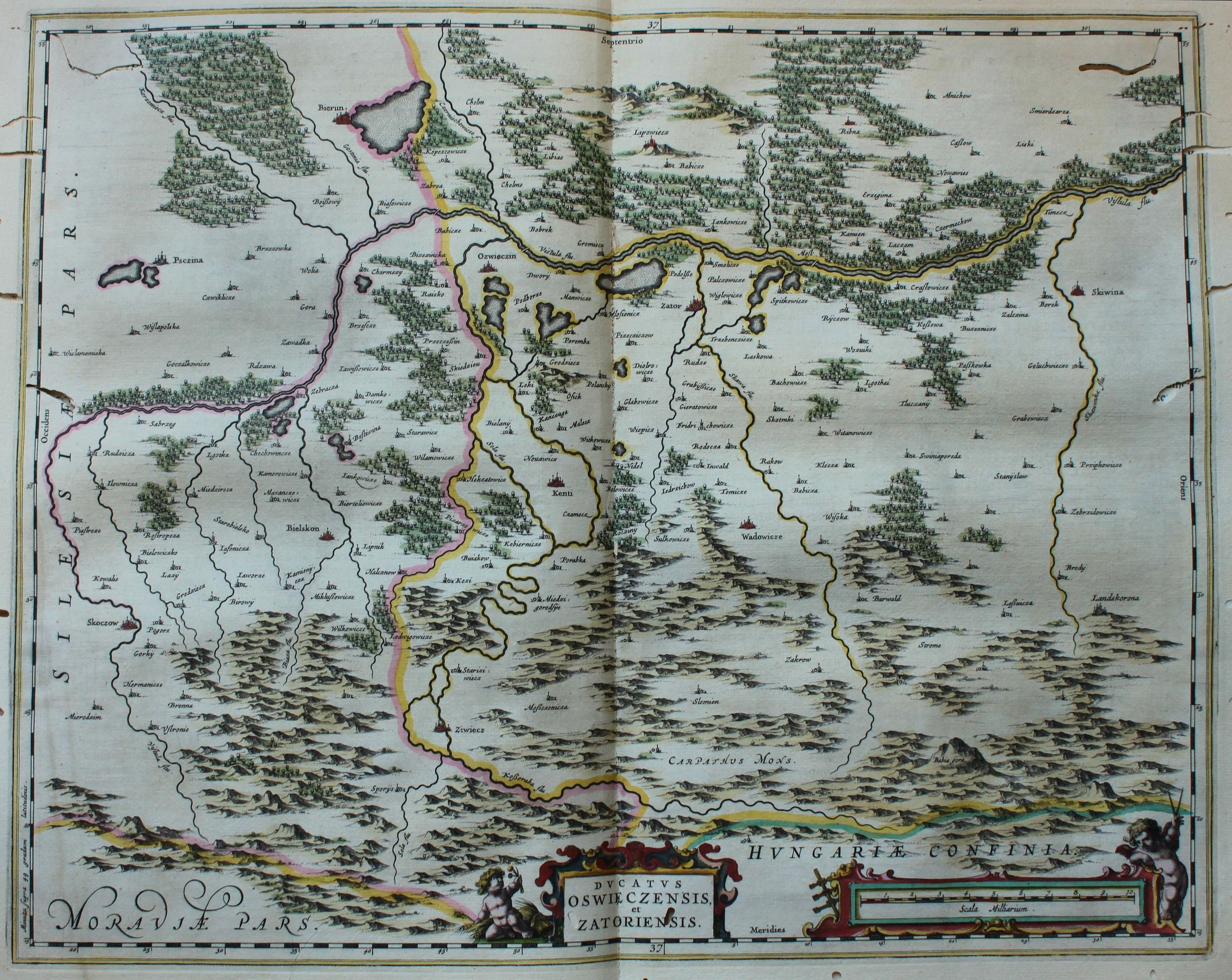
Карта Освенцимского и Заторского княжеств, 1569 год
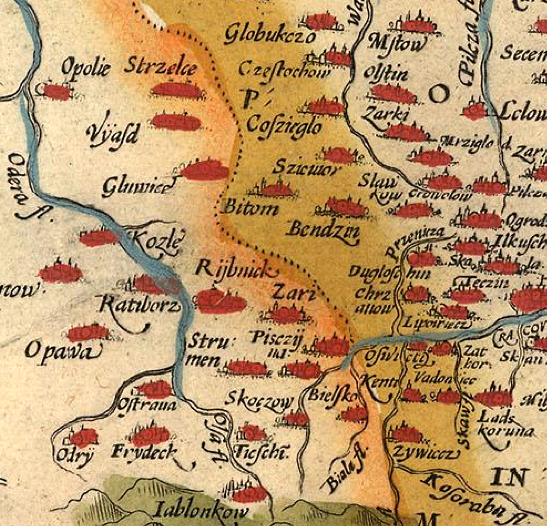
Затор в границах Короны Королевства Польского на карте Вацлава Грожецкого, изданной в 1592 году.
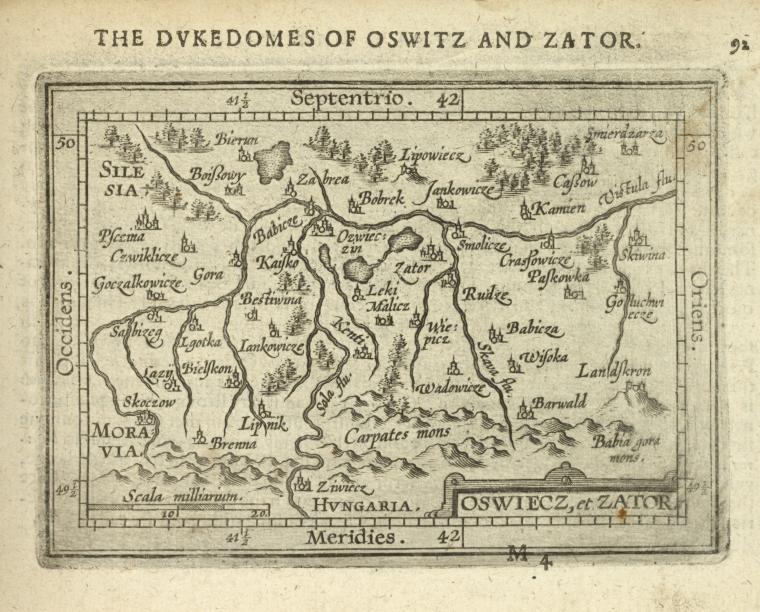
Затор на старой карте Освенцимского княжества и Заторского княжества – Абрахам Ортелий (1603)

### Евреи в Заторе
Первые еврейские жители появились в Заторе около 1429 года. В XVI веке староста передал им одну из своих привилегий — право на изготовление и продажу алкоголя и держание корчмы, затем также право на монополию производства и продажи алкоголя крестьянам окрестных земель. Против этого сильно протестовали остальные жители города. Евреи были вынуждены обратиться к королю, который признал за ними эти права. Первоначально еврейское население, поселившиеся возле замка, не было большим, и не играло особой роли в заторском хозяйстве.
В XVIII в, благодаря протекционистской политике старост, евреи стали выбирать Затор в качестве своего места жительства. Благодаря этому начался рост количества евреев в городе. Евреи стали составлять значительную массу жителей окрестностей замка и предместья Каменец. Влияние евреев на экономику города стало резко усиливаться. В 1765 году на постоянно живущих в городе евреев был наложен налог в сумме 260 zł, а для новоприбывших — в сумме 240 zł. Эти суммы были выше тех, которые платили христианские жители города. В XIX веке Каменец официально получил статус еврейского района (Privilegium de non tolerandis Christianis), а его жители составили четверть всего населения города, которое в то время составляло 1240 человек. С тех пор процентное соотношение евреев в городе постоянно составляло в районе 25 % жителей, и этот процент держался аж до II мировой войны.
В 1867 году самыми богатыми жителями Затора были купец Абраам Сасс, Абраам Клюгер, Мойзес Датнер и торговец Мойзес Менаше. Через три года самым богатым стал Мойзес Менаше, за ним державший алкогольную привилегию Пепи Клюгер и упомянутый Абраам Сасс. Главным заработком, как богатых, так и остальных евреев были торговля, в меньшей степени ремесленничество и содержание питейных заведений. Заторские евреи были известны в округе, как торговцы скотом и лошадьми. Две семьи жили трудом в сельском хозяйстве. Финансовое положение заторских евреев давало им возможность взаимопомощи и влияния на политическую и хозяйственную жизнь города. Когда в 1866 году Затор получил право создать самоуправление и созвать местный совет, в составе 24 членов и 12 заместителей, из-за выплат в местную казну большей части налогов, евреи получили возможность играть значительную роль в формировании органов власти (это происходило из-за того, что в Австрии законодательно действовала цензовая система).
Когда точно в Заторе появилось еврейское самоуправление, не известно. В распоряжении Министерства Религий и Образования империи «Об устройстве и разграничении округов израэлитского самоуправления в Королевстве Галиции и Лодомерии», изданном 2 апреля 1891 года, Затор упоминается как один из трёх местечек в вадовицком повете, которые следует сделать центрами самоуправления. Кроме него, указаны Вадовице и Андрыхув. В Заторе самоуправление однако на тот момент уже существовало. Именно к заторскому кагалу относились вадовицские евреи, до того как австрийские власти занялись этим вопросом и позволили им создать свой, независимый кагал.
До 1882 года вадовицких евреев также и хоронили на заторском кладбище. От заторского самоуправления хотели отделиться также и евреи из Кальварии-Зебжидовской, но местные власти не согласились выделить им место для создания своего киркута, что было одним из условий. Так что кальварийские евреи ещё надолго остались в подчинении заторского кагала. В двадцатых годах XX века большая часть подопечных заторскому кагалу евреев жили не в самом Заторе. С 1874 года город являлся также центром еврейского регистрационного округа.
В начале XX века в Заторе была синагога, также действовал и хедер. В 1911 году построен новый храм, и в том же здании № 91 расположен хедер. Самоуправлению также принадлежал и дом № 274, в котором находилась миква. Раввинами были: до 1900 года Яков Шарф (который позже переехал в Освенцим); в 1900—1905 годах — Абраам Гутвирх; после 1905 года, его сын Герш Гутвирх. Последним раввином Затора был зять Герша — Мойзес Зальц. Он был убит немцами во время Холокоста. В 1915 году асессором самоуправления был избран Пинкас Гирш Кунстлингер. В межвоенный период регистрационным округом руководил Герш Вайнберг.
Заторские еврейские мальчики учились в хедере, который размещался в том же доме, что и синагога. Его существование подтверждается архивами Королевства Галиции и Лодомерии с Великим княжеством Краковским от 1900 года. Тут-же находилась и иешива.
О заторской синагоге известно только то, что она существовала. Из Географического словаря царства Польского и других славянских стран следует, что евреи уже имели собственное место для молитвы в 1895 году, однако в 1911 году была построена новая синагога, на участке № 91. Она находилась на одной из улиц, отходящих от Главной площади. Синагога упоминается также в торговых правилах от 1924 года, которые для места стоянки пустых возов торговцев и продавцов птицы и молочных продуктов, назначили как раз площадь на улице до синагоги, и у синагоги. Из этого же свода правил следует, что южную часть площади занимал дом (магазин?) Менаше. Заторская синагога была полностью уничтожена нацистами.
Первая мировая война принесла много напастей заторским евреям. Всё же христианско-еврейские отношения в XX веке в Заторе были далеки от идиллии. Сразу же после провозглашения независимости Польши, в ноябре 1918 года, когда энтузиазм и радость от восстановления страны столкнулись с горестями быта, в том числе нехваткой продуктов, в местечке дошло до антиеврейских выступлений, во время которых было разграблено несколько магазинов, принадлежавших евреям. Погромы прошли также в прилегающих сёлах в том же ноябре 1918, когда была волна еврейских погромов по всей Галиции. Группа погромщиков, часть из которых была вооружена огнестрельным оружием, в количестве до 100 человек, прошлась городком, производя грабёж еврейских магазинов и домов. Они забирали всё, что могли унести, а что унести было невозможно, уничтожали или выбрасывали в воды реки. Погромщики избивали ограбленных, не щадя даже детей и прикованных к постелям больных. Во время погромов пострадали также и некоторые влиятельные и богатые евреи, потерявшие свой доход, а уж бедняки вообще остались без куска хлеба. Погромщики заранее заявили в местную жандармерию (ещё австро-венгерскую) о своих планах «громить только евреев», что привело к бездействию жандармерии. При этом погромщики избили и тех поляков, которые пытались призвать их к порядку или выступали на стороне евреев, в том числе местного ксендза, бурмистра Бисчановского и ряд других польских обывателей, некоторые из которых даже были серьёзно ранены.
Большинство евреев на этой территории исповедовали ортодоксальный иудаизм. Были также и сторонники хасидизма, а также приверженцы ассимиляции и сионизма. Во время выборов властей кагала, прошедших 20 мая 1920 года, неожиданную победу одержали сионисты, которые по результатам голосования 209 человек, прошедших избирательный ценз, получили 7 мандатов (в том числе 3 мандата получил список Поалей Цион), а ортодоксы — только 5 мандатов. Главой кагала стал Исаак Майер, старостой совета Абраам Менаше. На следующих выборах, назначенных на 2 декабря 1928 года, полную победу одержал список № 1 из Затора, то есть ортодоксы. Выборы не обошлись без скандала и последующих разборок. На выборы были выставлены два списка: заторский — № 1, и кальварийский — № 2. Последний был однако снят с голосования, из-за чего уже за три дня до самих выборов избирательная комиссия провозгласила победу списка № 1.
Межвоенное двадцатилетие не было таким уж радужным для заторских евреев, как это было до I мировой войны; тем не менее, самыми богатыми людьми городка оставались евреи, а именно шинкарь Йохим Нессерлоц, который в 1930 году заплатил 1769 zł налогов. Не изменились и занятия заторских евреев. Большинство занималось торговлей, 50 % заторских шинкарей были евреями (в 1923 году), достаточно было и ремесленников, евреями были оба городских врача и оба адвоката. Большие материальные потери принесло местным евреям наводнение 1934 года. Согласно переписи 1921 года, в городе жило 436 евреев, что составляло 21,9 % населения. В 1931 году еврейское население составляло 554 человека.
В межвоенном периоде владельцем мясной торговли и боен Затора был Лейб-Йосеф Гершхлович. Из имевшихся двух городских пекарен одна принадлежала Гершелю Гуттеру, другая Исааку Майеру, тогда как единственная городская маслобойня Якубу Якубовичу. Интересные данные даёт также список представителей свободных профессий и торговцев, где евреи составляют всех представителей некоторых профессий: врачи — доктор Марек Габер и доктор Абраам Тиллингер, адвокаты — доктор Зигмунт Лёв и доктор Фебус Шлейфер, торговля хлопчатобумажными изделиями — Хаим Лейблих, Самуэль Шеллер, Самуэль Эдельман, Герш Вайнберг; торговля скотом — А. и М. Гейгеры, Ц. Гольдштейн, А. Хеберман, М. Вебер; торговля деревом — Вольф Вейтц; парикмахер — Йозеф Ицкович; галантерейная торговля была в руках Шимона Арона Вайнрайба, конная торговля в руках Гирша Эльснера, производство мебели — Самуэля Эдельмана.
Вскоре после занятия города немцами в сентябре 1939 была уничтожена синагога и разорено кладбище. Евреи были изгнаны из своих домов и квартир и поселены в пригородном районе, называемом «Блейхе», где был организован рабочий лагерь. Евреев заселили в сараи, навесы для скота и дачные домики. Условия были нечеловеческими, и они ухудшались непосильными работами. На евреев также были наложены денежные контрибуции, конфисковано имущество и запрещено общение с местным польским населением. Последний раввин города, рав Мойзес Йосеф Зальц, был арестован за обучение Торе, вывезен вместе с семьёй, и их дальнейшая судьба неизвестна. Шойхет рав Эли Элиас был арестован за произведение кошерного забоя, и только за большую взятку был выкуплен и смог сбежать в соседний городок, откуда позднее был вывезен в Аушвиц. В 1940—41 годах евреи Затора использовались на принудительных работах, а молодёжь отправляли в концлагеря. В 1942 году Затор был объявлен пограничным (с Генерал-губернаторством) городом, и 2 июля 1942 года все евреи получили предписание о переселении в Вадовице, где было гетто. Вкоре после этого, вместе с жителями Вадовицкого гетто, были посланы в лагеря смерти. Только нескольким евреям Затора удалось пережить Холокост, но евреи в городе больше не жили.
На еврейском кладбище в Вадовицах, на памятнике, установленном на братской могиле, находится надпись на польском языке и иврите: «Памяти евреев из Вадовице, Цешина, Катовице, Живеца, Бельско, Чеховице-Дзедзице, Андрыхува, Кент, Сухей и Затора, приведённых в гетто в Вадовице гитлеровскими варварами и уничтоженных в 1942—1943 годах в лагерях смерти в Аушвице и Белжеце».
18 мая 2009 года в Центре культуры в Заторе прошло открытие выставки «Мир еврейской культуры». На выставке выставлены работы учеников из школ в Бродуве и Лянцкороне. Это не было первым таким мероприятием, так как уже более десятилетия обе школы принимают участие в общепольских конкурсах, организуемых Староместским центром молодёжной культуры и галереей «Atelier» в Кракове, темой которых является еврейская тематика.

## Демография
- Демографическая пирамида жителей Затора в 2014 году[2].

## Достопримечательности

### Костёл святых Войцеха и Ежи

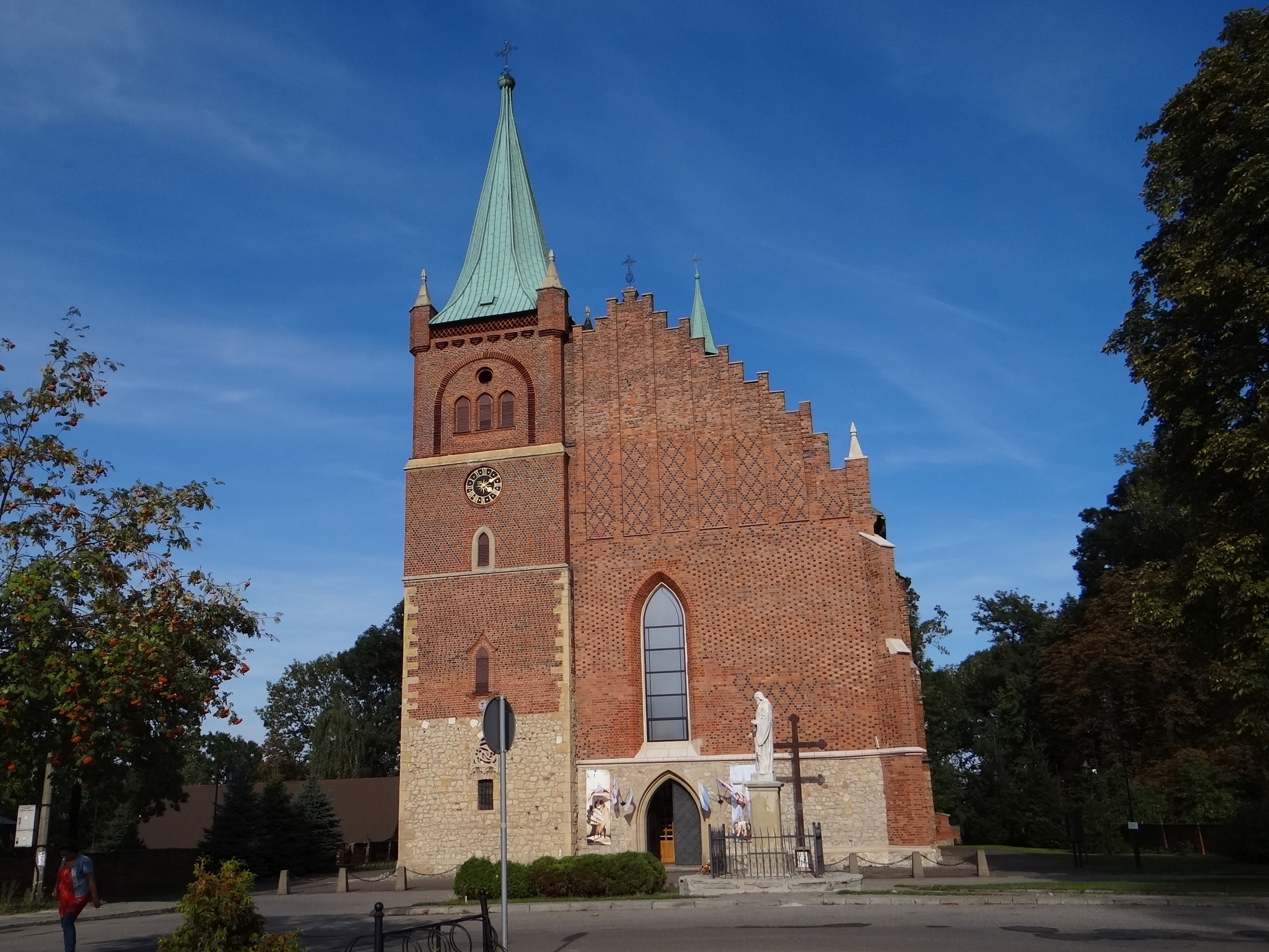
Костёл святых Войцеха и Ежи

Приходской костёл святого Войцеха и святого Ежи, построенный к 1393 году. Вписан в реестр памятников недвижимости Малопольского воеводства, под номерами A-162, A-299/78 от 15.01.1970 и 20.04.1978.
Костёл готический, с элементами неоготики. Несколько раз реставрировался, последний раз в 1959—1973 годах, с частичной переделкой внутреннего убранства. Снаружи костёла множество памятников истории. Сразу у костёла саркофаг княгини Аполонии Понятовской, владелицы заторских земель в XVIII/XIX веках. В крипте костёла находятся захоронения спонсоров заторского храма, в том числе Анны из Тышкевичей Потоцкой-Вонсович и её мужа, генерала Станислава Вонсовича, адъютанта Наполеона I, а также Мориц и Людвика Потоцкие.
Внутри костёла установлен неоготический алтарь с образом Богоматери Снежной, в серебряном убранстве, а также крестный путь авторства словацкого художника Богуна. Задняя часть внутренностей костёла современная, железобетонная. Хоры у органа в стиле модерн. Орган двухбашенный, бароккового типа, современного изготовления.
Костёл является центром деканата.

### Ратуша

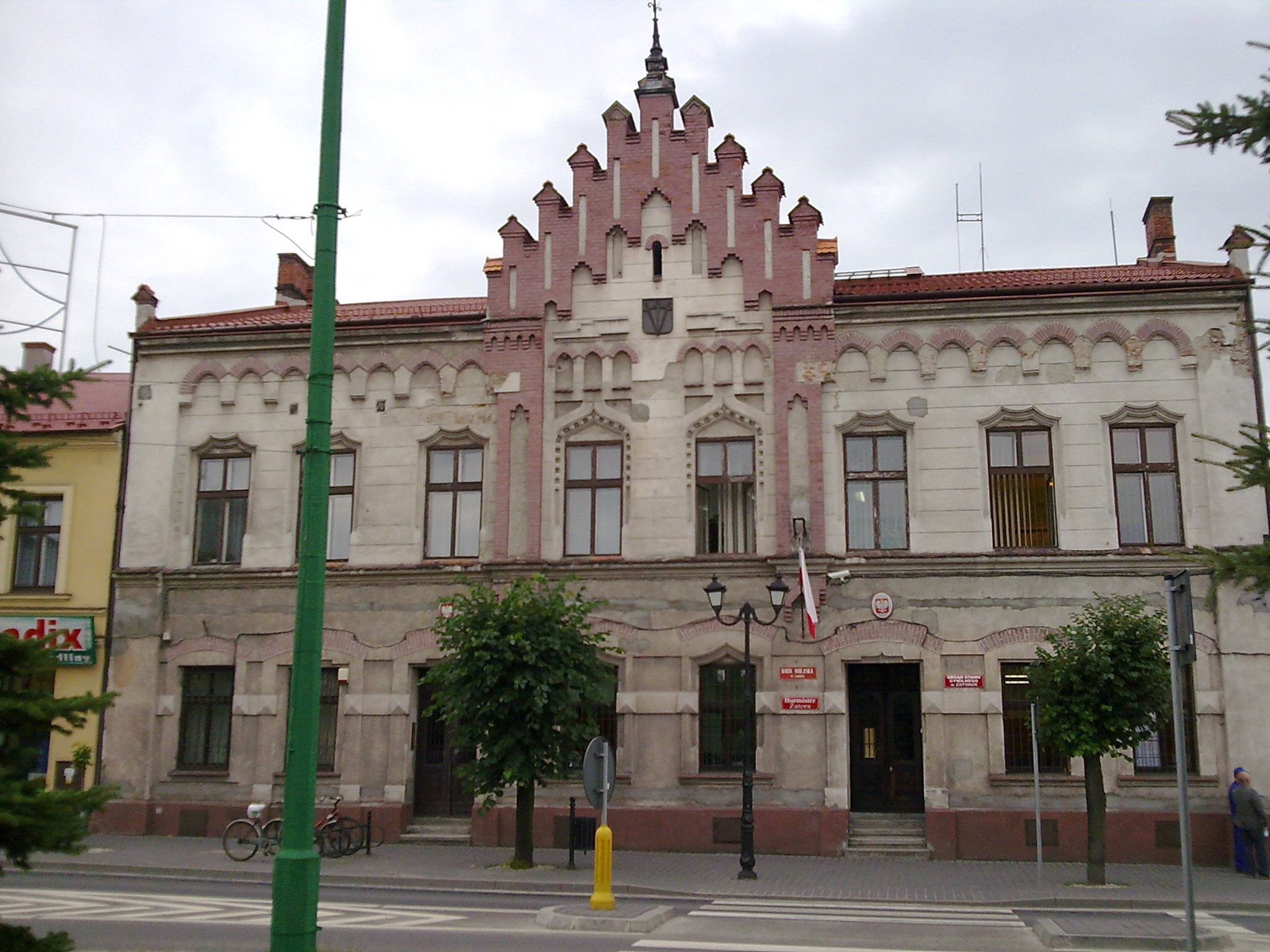
Ратуша

Заторская ратуша — это неоготическое строение, построенное в 1903 году по проекту архитектора Яна Кароля Сас-Зубжицкого. Располагается на западной стороне Главной площади.
Современное строение является одноэтажным. Построена из кирпича. Крыша ратуши двускатная. Профилированный карниз отделяет цоколь от этажа. Окна размещаются в углублениях и украшены стильными арками. Аркада с фризом расположены на уровне этажа. На ратуше установлена металлическая башенка с орлом. На главном фасаде размещён герб города.
Используется как место расположения Совета и Правительства города, а также правления актов гражданского состояния.

### Еврейское кладбище в Заторе

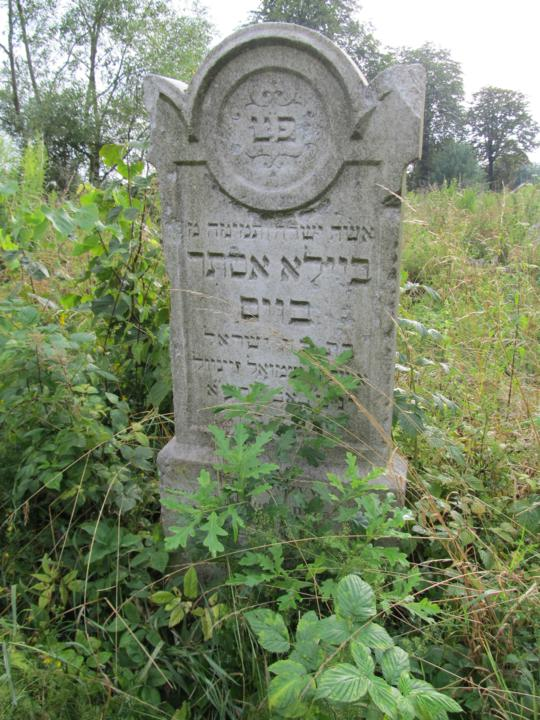
Еврейское кладбище

Еврейское кладбище в Заторе (ул. Слонечна), было основано во второй половине XIX века, однако точная дата этого события неизвестна. Киркут служил всем евреям, которые относились к заторскому кагалу, так что, из-за отсутствия отдельного кагала в Вадовице и Кальварии, евреев из этих местечек тоже хоронили в Заторе.
Во время II мировой войны кладбище подверглось значительному разрушению и осквернению. Нет информации о проведении массовых захоронений или экзекуций на кладбище.
На площади 0.5 гектара сохранилось около 50 памятников, сделанных из песчаника и известняка. Самая старая сохранившаяся по сей день и читаемая мацева происходит с 1864 года. На большинстве надгробий эпитафии выгравированы на иврите. На одном из полностью сохранившихся памятников есть надпись на польском языке. Есть также двуязычные надгробные плиты с иврит-немецкими эпитафиями, на двух сохранившихся надгробных плитах надписи на немецком языке написаны еврейскими буквами.

### Другие достопримечательности

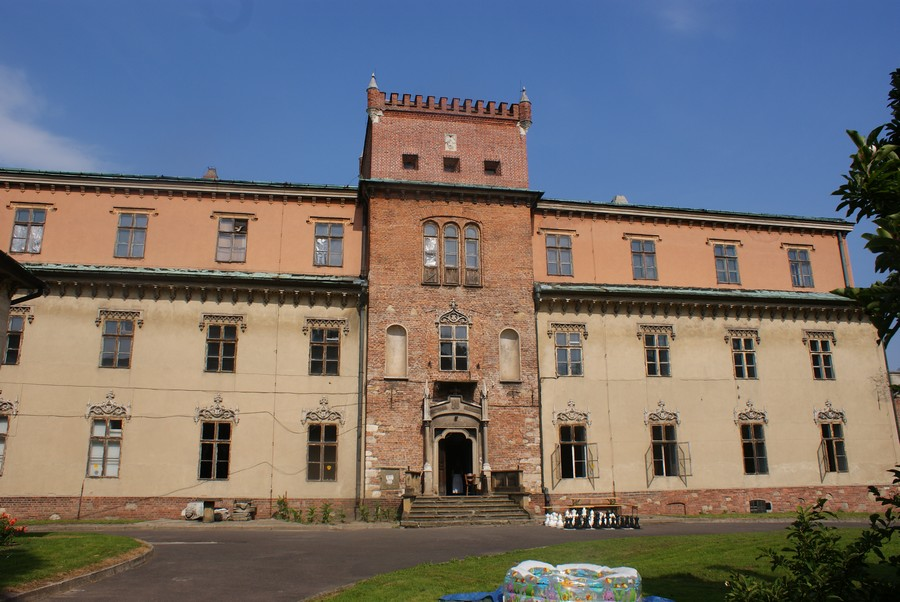
Заторский замок
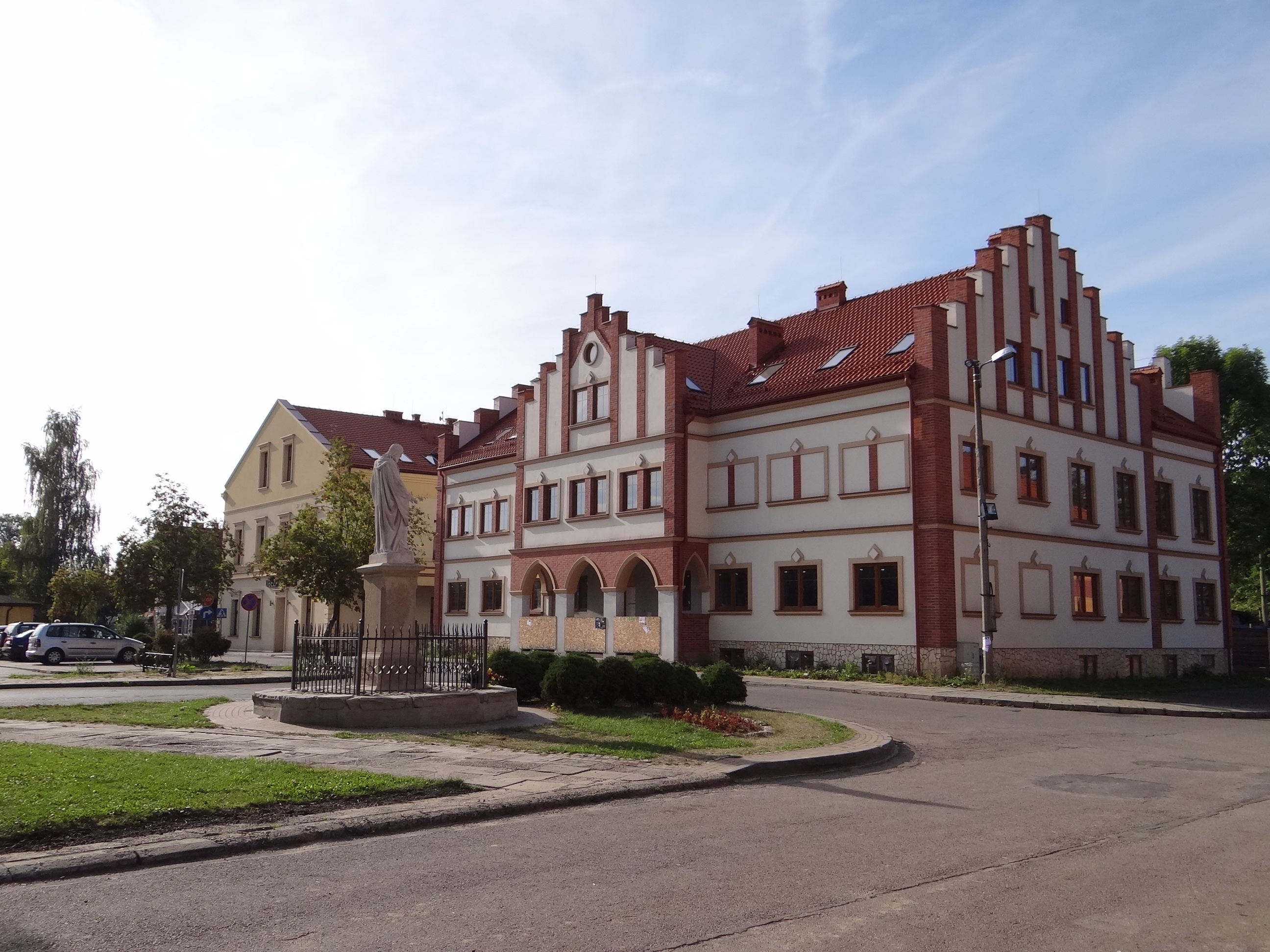
Дома на центральной площади
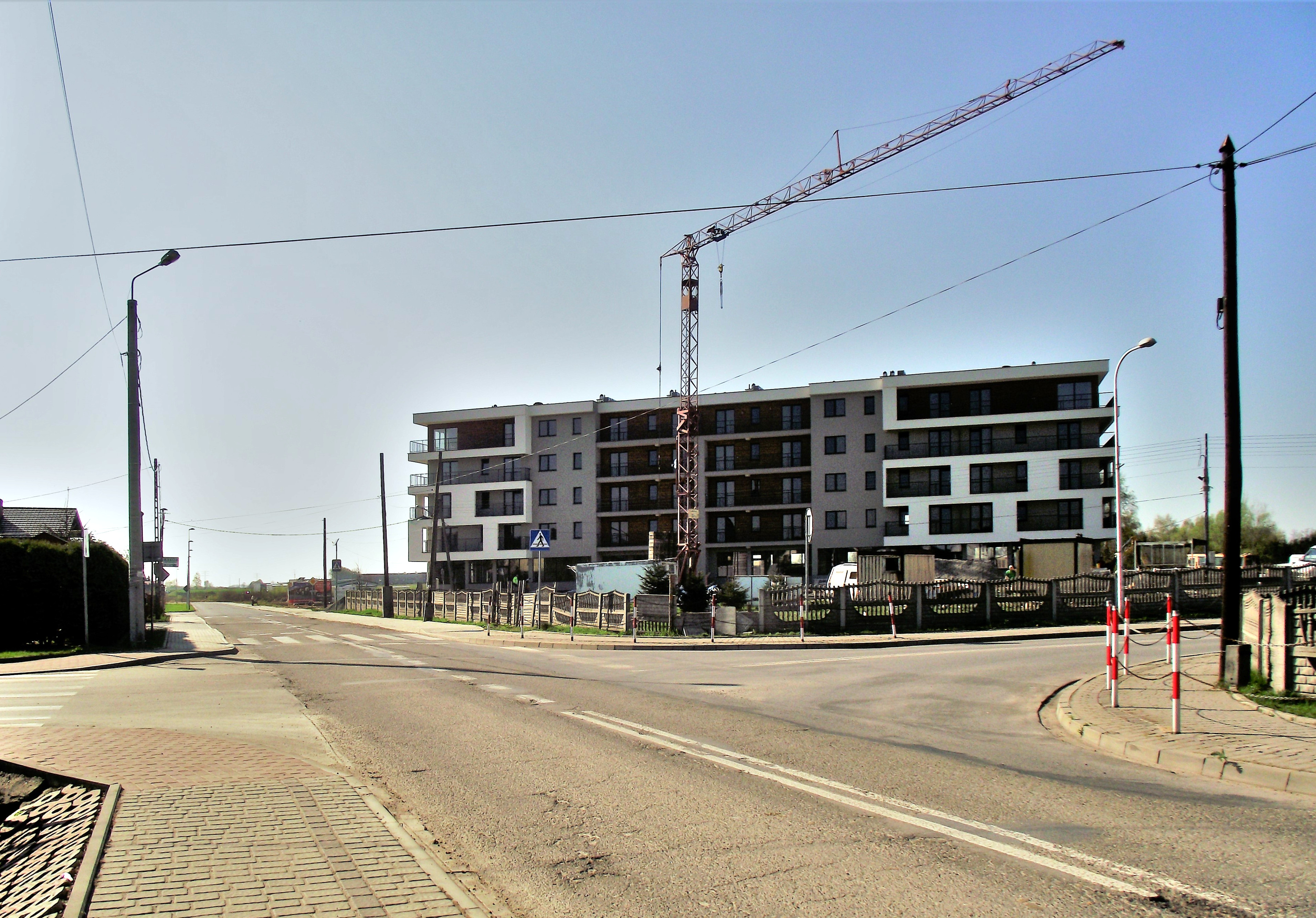
Новое строительство по ул. Иоанна Павла II

- Заторский замок[пол.] — первоначально служил военно-оборонительным целям князей с 1445 года. Позднее перестроен в магнатскую резиденцию. Полностью отреставрирован Потоцкими в 1836 году, согласно проекту Ф. М. Ланци, следующий раз реставрировался после войны в 1960—1970 годах. Залы на партере доступны для посещения.
- Остатки городских фортификаций — сохранившиеся фрагменты средневековых городских укреплений в западной части города.
- Комплекс рыбных прудов средневекового происхождения.
- Муниципальное кладбище, действующее с 1784 года.
- Липовая аллея — памятник природы.
- Фольварк «Подлипки».
- Статуи (в том числе св. Яна из Кент, св. Яна Непомуцкого и многих других), а также множество придорожных крестов и часовен.
- Парк XIX века.
- Около 50 зданий на территории города имеют историческое значение.

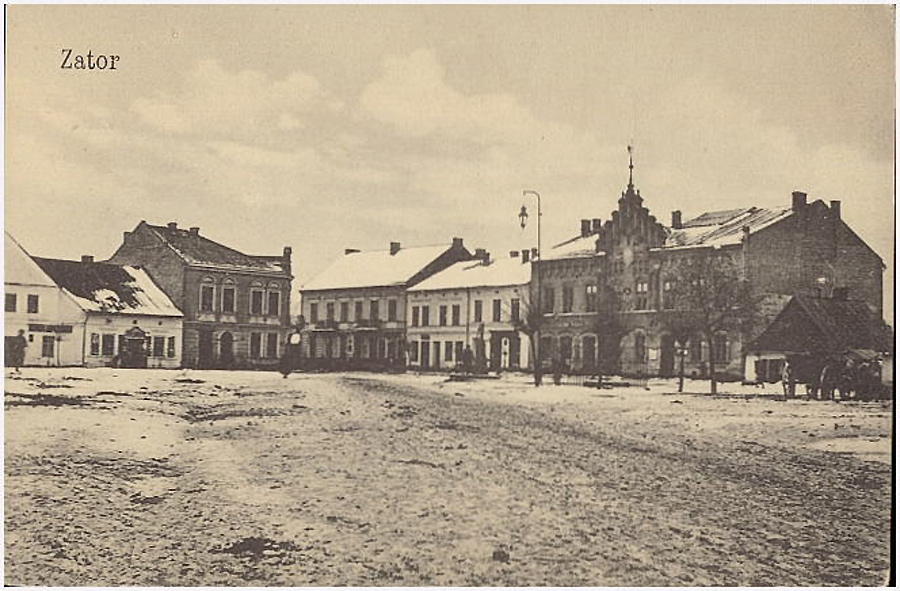
Австро-венгерская открытка. Главная площадь.
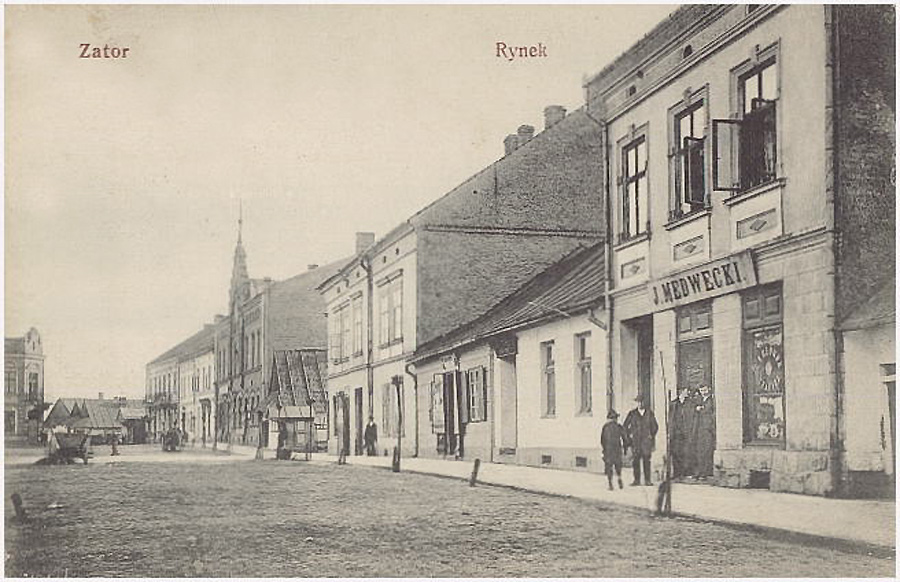
Австро-венгерская открытка. Главная площадь.
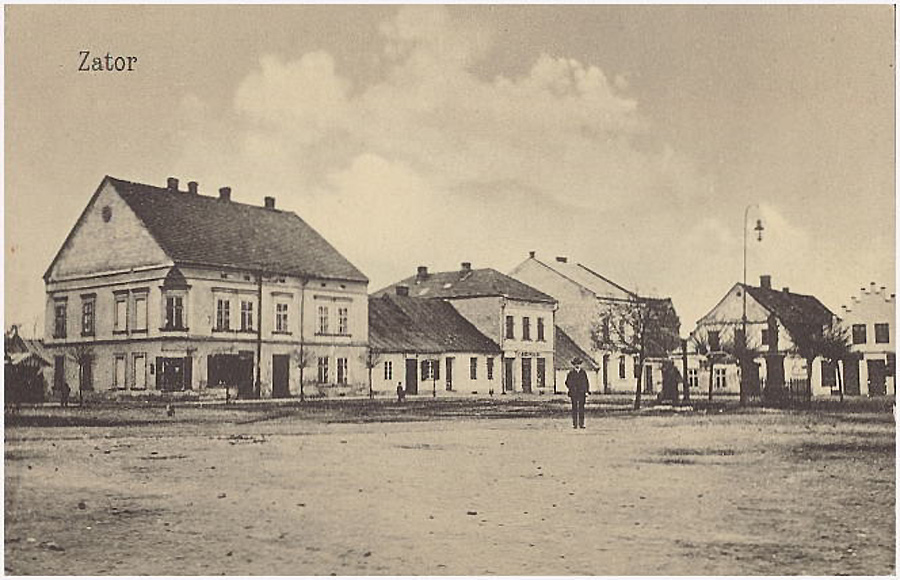
Австро-венгерская открытка. Главная площадь.
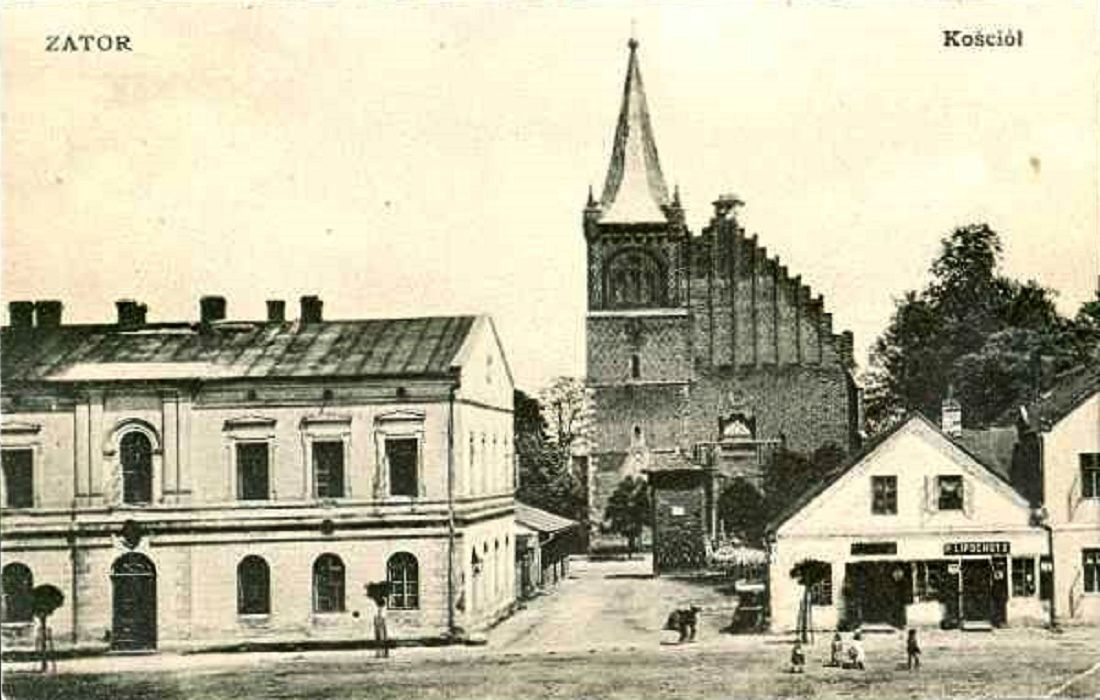
Австро-венгерская открытка. Костёл свв. Войцеха и Ежи.

## Известные жители
- Из Затора происходил профессор Ягеллонского университета и проповедник Павел, который на похоронах короля Владислава II Яге́ллы, 18 июня 1434 года, произнёс прощальную речь на польском языке. Павел из Затора, вместе с монахом Петром из Божиковой, в 1446 и 1447 годах, написали уже не существующий Лысогурский кодекс (кодекс сгорел вместе с другими рукописями из Свентокшишского монастыря в 1944 году, когда во время Варшавского восстания немцы подожгли здание Библиотеки Красинских).
- В Заторе 3 августа 1887 года родился профессор Роман Рыбарский — польский экономист и политик Национально-демократической партии, научный сотрудник Ягеллонского университета, Варшавского политехнического университета и Варшавского университета. В 1928—1935 годах — член Сейма по спискам Национальной партии.
- 20 августа 1915 года в Заторе родился польский скульптор Веслав Мюльднер-Нецковский, его отец профессор и инженер Густав Мюльднер строил тогда в городке мост через Скаву.
- Профессор Константы Гжыбовский (род. 17 февраля 1901 г. в Заторе, умер 19 июня 1970 г. в Кракове) — польский юрист, историк права, политолог, профессор Ягеллонского университета, член-корреспондент ПАН.
- Ежи Ремер (род. 1888 в Заторе, умер 16 февраля 1979 в Торуни) — польский искусствовед и реставратор.
- Анна Сенюк — детские годы провела в Заторе.

## Хозяйство и производство

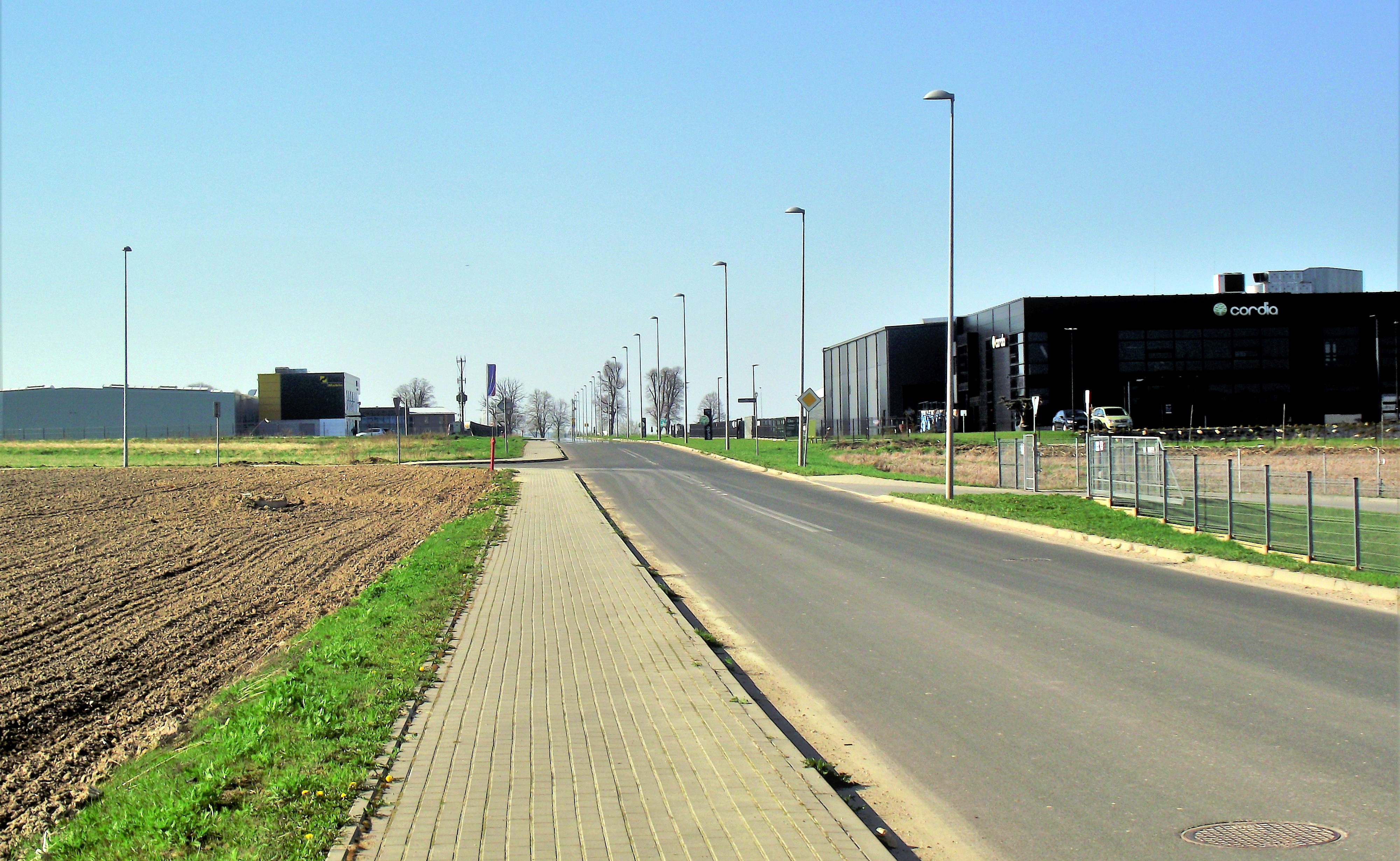
Зона хозяйственного благоприятствования

В 2009—2012 годах инвесторам было передано около 40 гектаров полностью обеспеченных инфраструктурой территорий, с запроектированной необходимой коммуникационной развязкой, в том числе 30 гектаров для промышленного использования и 8 гектаров для сферы услуг. Ещё 4.9 гектара заторских территорий были включены в состав Специальной Экономической Зоны, филиала Краковского технологического парка. Всего заторская Зона хозяйственного благоприятствования занимает более 100 гектаров инвестиционных территорий.

## Туризм

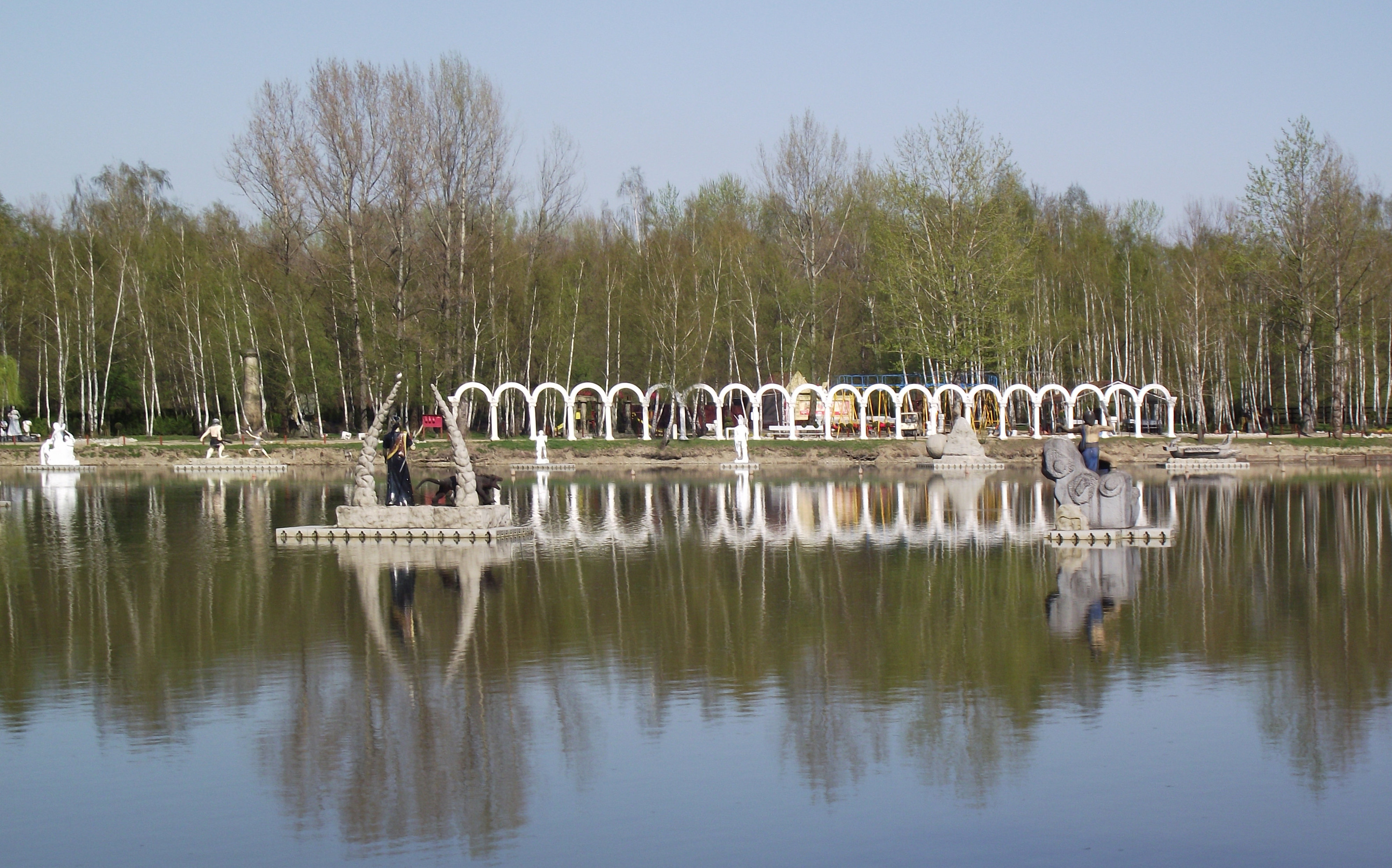
Мифологический парк

- Лунапарк «Zatorland», в состав которого входят: Парк роботизированных динозавров, Мифологический парк, Парк святого Николая, Парк сказок и водных фей, а также Парк бабочек. На территории луна-парка также есть кинотеатр 5D.[45]
- На территории города находится один из самых больших семейных парков развлечений Польши, «Energylandia», открытие которого состоялось 14 июля 2014 года.
- Ряд рыболовных хозяйств, в том числе: хозяйство «Подлипки», Пруд A, Пястовский пруд, пруд Тенчак
- Велосипедные трассы разной протяжённости и трудности, в том числе: «Вдоль долины карпа», «Вокруг прудов, наполненных карпом», «Весьлянный путь» и другие.

## Спорт
- Футбол — LKS Zatorzanka Zator
- Волейбол — Sokół Zator
- Велосипедный спорт — UKS Sokół Goodman Zator
- Борьба — UKS Start Zator

## Пути сообщения

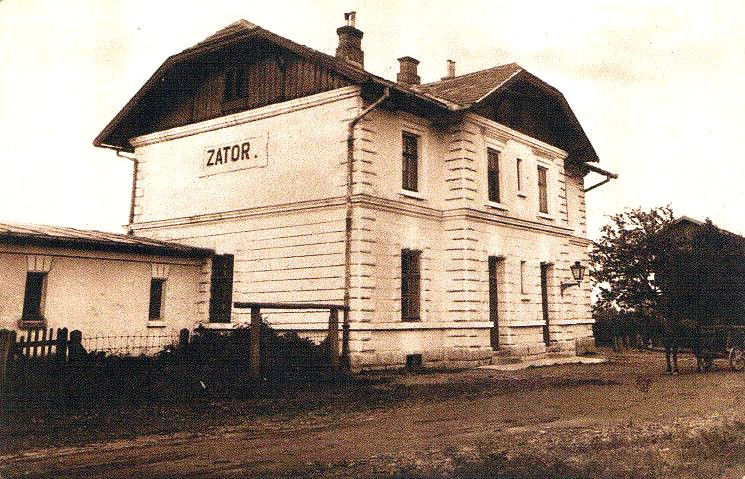
Железнодорожный вокзал в Заторе, 1930 год

- Затор[пол.] — железнодорожная станция на линии № 94 (Польские государственные железные дороги).

В период разделов заторская земля была частью Галиции, под властью Австрии. В 1884 году была пущена железнодорожная линия Скавина — Освенцим, что способствовало росту хозяйственной жизни Затора. Рядом с обычной отраслью заторского хозяйства — рыбоводством, начали развиваться ремесленничество, главным образом вязание и плетение, а также торговля. Появились также новые небольшие промышленные предприятия.

### Основные дороги
- Шоссе № 28 Затор — Вадовице — Новы-Сонч — Горлице — Беч — Ясло — Кросно — Санок — Медыка.
- Шоссе № 44 Гливице — Миколув — Тыхы — Освенцим — Затор — Скавина — Краков.

## Города-побратимы
- Берекфурдю, Венгрия
- Бойнице, Словакия
- Терхова, Словакия
- Бриг-Глис, Швейцария[46]

## Рекомендованная литература
- Biermann G. Zur Geschichte der Herzogthümer. Zator und Auschwitz (нем.). — Wien: Gerold, 1863. — P. 40.
- Osiem wieków historii i kultury miasta Zatora i regionu: konferencja historyczna, 24 VI 2006, Kraków 2006.
- Klistała Jerzy, Martyrologium mieszkańców ziemi oświęcimskiej, andrychowskiej, wadowickiej oraz Zatora, Jaworzna, Chrzanowa, Trzebini, Kęt, Kalwarii Zebrzydowskiej w latach 1939—1945. Słownik biograficzny, Bielsko-Biała 2008.
- Szyndler Artur, Osadnictwo żydowskie w Oświęcimiu w wiekach XVI—XVIII (do roku 1772). Zarys problematyki, w: «Studia Judaica» 5: 2002 nr 2(10) — 6: 2003 nr 1(11), s. 41-56.
- Pinkas HaKehilot, Poland, Vol. 3 (1984), s. 142—144: «Zator».
- Shtetl Finder (1989), s. 124: «Zator».